# Antiburbuja

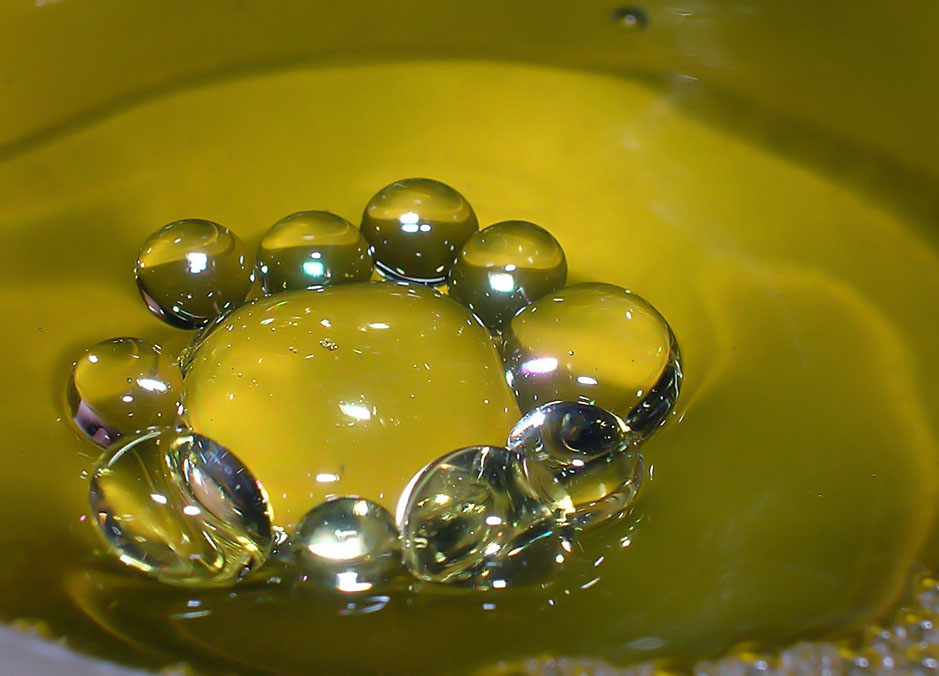
Glóbulos de agua, gotitas de agua rozando la superficie del agua sin hundirse.

Una antiburbuja es una gota de líquido rodeada por una fina película de gas, es decir, lo contrario a una burbuja, que es una esfera de gas rodeada por una delgada capa de líquido. Las antiburbujas se forman cuando un líquido cae o fluye de manera turbulenta dentro de ese mismo líquido o de uno distinto. Pueden pasar sobre la superficie de un líquido como puede ser el agua, en cuyo caso también son conocidas como glóbulos de agua; o pueden encontrarse completamente sumergidas en el líquido al que se han dirigido. 
Las antiburbujas son un fenómeno común pero muy poco reconocido, en parte por su aspecto parecido al de las burbujas de aire y en parte también debido a su naturaleza efímera. Gracias a algunas mezclas más jabonosas se puede conseguir que sean mucho más duraderas. La primera observación se produjo en el año 1932.

## Comportamiento y creación

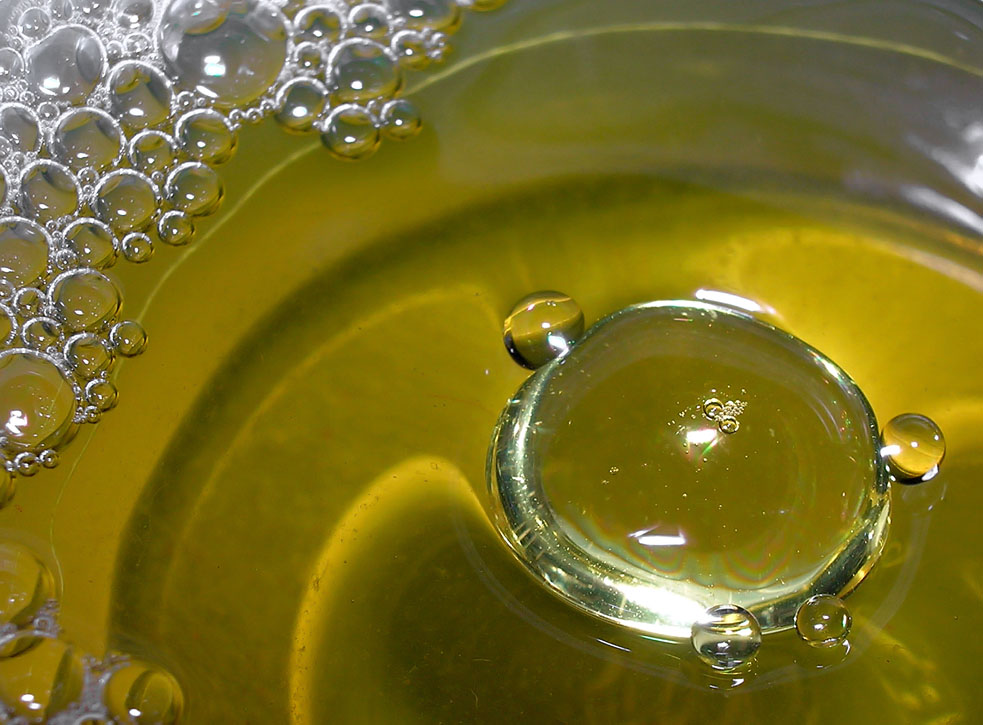
Comparación de tres tipos de burbujas: 1) burbujas en la superficie del agua, 2) antiburbujas, 3) burbujas bajo la superficie del agua dentro una antiburbuja.

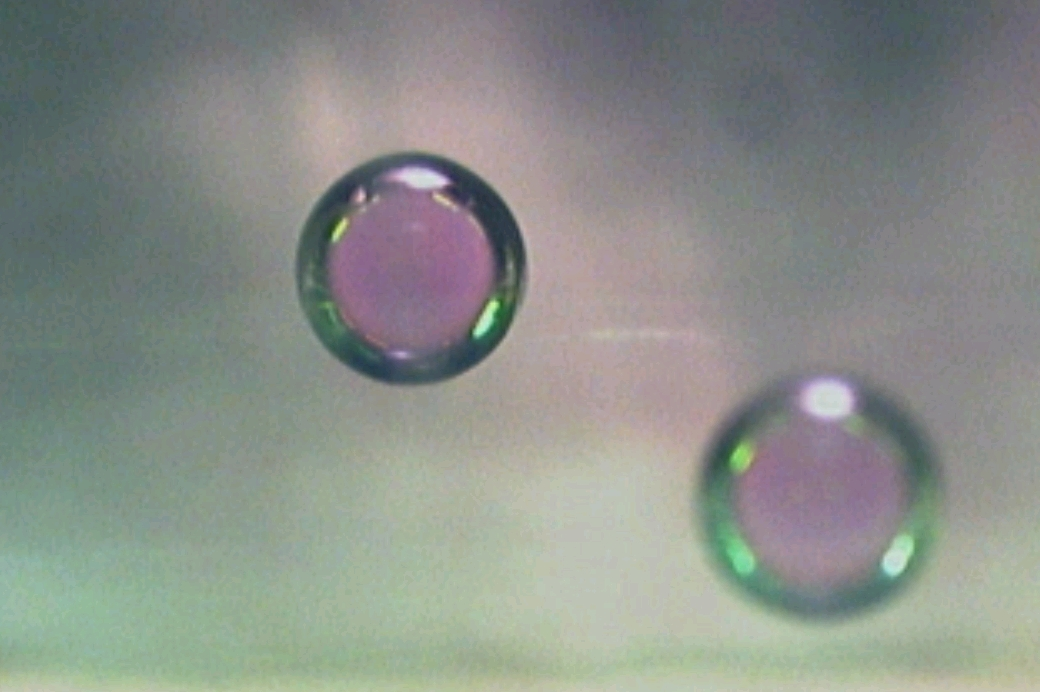
Antiburbujas.

El comportamiento de las antiburbujas difiere del de las burbujas de aire de tres maneras, principalmente. Estas diferencias facilitan su identificación:
- Las antiburbujas se mantienen por la tensión superficial y se mueven velozmente por la superficie del agua. También pueden ser vistas rebotando desde otros objetos en el agua, como, por ejemplo, de burbujas aéreas o desde los lados de otros objetos como recipientes, de forma similar a los rebotes de las bolas de billar.

- En condiciones normales, las antiburbujas tienen una corta vida, mientras que una burbuja de aire con una superficie de jabón puede llegar a durar minutos. A menudo, las antiburbujas no duran más de unos pocos segundos, o incluso menos. Sin embargo, si el potencial eléctrico entre el líquido interno y el externo se encuentra en equilibrio, las antiburbujas puede llegar a resistir tanto o más como las de aire.

- Las antiburbujas refractan la luz de manera distinta a las burbujas de aire debido a su composición, ya que el líquido que se encuentra en su interior provoca la refracción de la luz incidente, de la misma manera en que se producen los arcoíris. Como consecuencia de esta refracción, las antiburbubjas presentan un aspecto brillante.

Se pueden crear antiburbujas de forma bastante sencilla, dejando a un grifo goteando en un recipiente lleno de agua en el que se ha añadido algo de jabón. Éste reduce la tensión superficial de agua y permite a la película de aire que rodea la gota mantenerse por algo más de una fracción de segundo. 
Al contrario que las burbujas de jabón, con aire dentro y fuera de ellas, que tienden a hundirse progresivamente hacia el fondo del recipiente; las antiburbujas tienen capacidad para flotar positiva y por tanto tienden a elevarse hacia la superficie del líquido. Por otro lado, mientras que las burbujas de jabón puede rellenarse con gases más ligeros para cambiar su signo y que suban hacia la superficie; las antiburbujas pueden ser rellenadas por líquidos más pesados para hacerlos negativos y que se hundan. Un experimento que se puede realizar es, con una pajita, dejar caer gotitas de una solución de agua azucarada sobre agua jabonosa, lo que producirá antiburbujas que se hundirán. 
Las antiburbujas suelen estallar cuando alcanzan el fondo o los bordes del recipiente en el que se encuentra el líquido. Eso se puede prevenir fácilmente echando unas pocas cucharadas de azúcar en el agua jabonosa y dejando unos minutos para que se disuelvan, sin remover la mezcla. De esta manera se consigue una capa más densa de agua azucarada en el fondo del líquido. Después, las antiburbujas de azúcar se posarán sobre el estrato del final del recipiente y podrán llegar a tener varios minutos de vida. 
En 2005, los científicos Michiel Postema (Ruhr-Universität Bochum), Nico de Jong (Erasmus MC, Róterdam) Georg Schmitz (Ruhr-Universität Bochum) y Annemieke van Wamel (Erasmus MC, Róterdam) presentaron la grabación a alta velocidad de la formación de las antiburbujas con la ayuda de ultrasonidos.

## Aplicaciones potenciales de las antiburbujas
Si las antiburbujas se pueden estabilizar pueden ser usadas para formar un largo y duradero agente anti-espuma que pueda utilizarse como lubricante o como filtro de gases. 
Las propias antiburbujas se pueden usar para procesos químicos como la eliminación de contaminantes de una chimenea. 
Cambiar el aire en las capas de las antiburbujas por otro líquido podría utilizarse como sistema de envío de droga mediante la creación una capa exterior de líquido-polímero alrededor de la droga. Fortaleciendo el polímero con luz ultravioleta se formaría una cápsula de droga. 